# Diastematomyelie

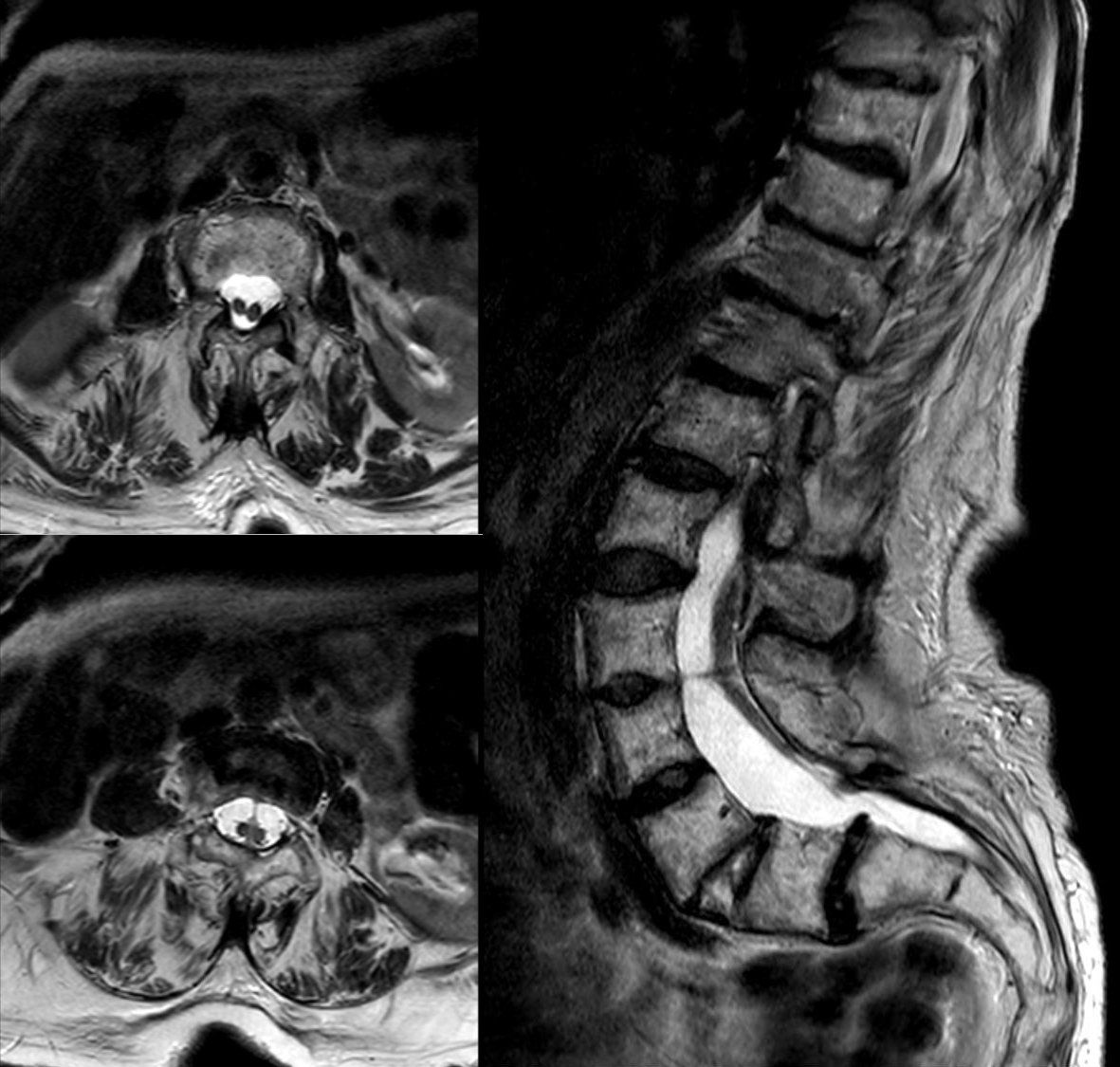
Magnetresonanztomographie (T2 axial und sagittal) einer Diastematomyelie. Der Befund war bei der 80-jährigen Frau bisher nicht bekannt.

Die Diastematomyelie (griechisch-lateinisch und englisch Diastematomyelia) ist eine seltene angeborene Fehlbildung des Spinalkanales, bei welcher Teile des Rückenmarkes in Längsrichtung geteilt sind. Sie gehört zu den Dysraphien.
Der Begriff leitet sich von altgriechisch μῦελόν = (Rücken)Mark und διάστημα diástēma „Zwischenraum“ ab.
Ein knöcherner, knorpeliger oder bindegewebiger Sporn oder ein Septum (Scheidewand) quert den Spinalkanal über eine Länge von einem oder mehreren Wirbelkörpern und teilt damit das Rückenmark in zwei Stränge.
Diese Fehlbildung wurde erstmals im Jahre 1837 durch C. P. Oliver beschrieben.

## Einteilung
Eine partielle Doppelung des Rückenmarkes kann auch als Diplomyelie bezeichnet werden.
Von D. Pang und Mitarbeitern wurde im Jahre 1992 vorgeschlagen, Diastematomyelie und Diplomyelie unter dem Begriff Split cord malformation zusammenzufassen.
Dabei erfolgt eine Klassifikation nach Pang in
- Split Cord Typ I mit zwei getrennten Duraschläuchen
- Split cord Typ II mit einem gemeinsamen Duraschlauch

## Klinische Erscheinungen
Diagnostische Kriterien sind:
- Symptomentrias von Hautanomalie über der Wirbelsäule, Skoliose und neurologisch – orthopädische Veränderungen der unteren Extremität
- Abnorme Behaarung über der Wirbelsäule in bis zu 80 %, Hämangiomatose, Pigmentnävus, Lipome, Dermalsinus oder Pilonidalsinus
- Neurogene Fussveränderungen, Wirbelsäulenverkrümmungen
- Meist einseitige Nervenausfälle an den Beinen

Eine Manifestation erst im Erwachsenenalter gilt als selten.
Bei einer asymmetrischer Anlage des Myelons finden sich regelmäßig neurologische Defizit auf der schmächtigeren Seite.
Im Verlauf kommt es häufig zu einer Fehlbildungsskoliose.

## Diagnose
Bereits in einer Röntgen-Übersichtsaufnahme der Wirbelsäule können meist lumbal an den Wirbelkörpern, Bogenwurzeln oder dem Wirbelbogen Veränderungen sowie häufig knöcherne Spornbildungen erkannt werden.
Eine detaillierte Darstellung auch knorpeliger Veränderungen gelingt zuverlässig mit der Kernspintomographie. Eine genaue Analyse des Duraschlauches ist mittels Myelographie, meist in Verbindung mit der Computertomographie (Myelo-CT) möglich.
Bereits vor der Geburt kann die Fehlbildung in der pränatalen Sonographie erfasst werden.
Beim Neugeborenen und Säugling kann ein klinischer Verdacht sonographisch bestätigt werden.

## Pathologie
Infolge der lokalen Fixierung des Rückenmarkes wird der Aszensus im Laufe des Wachstums behindert, so dass eine ischämische Kompression resultiert. Daraus ergeben sich die allmählich zunehmenden orthopädischen und neurologischen Krankheitsmuster.

## Therapie
Eine operative Behandlung ist spätestens dann erforderlich, wenn klinisch-neurologische Symptome im Sinne eines Tethered cord auftreten.